# Кубок мира по самбо 2025
Кубок мира по самбо 2025 — пройдёт в два этапа с 7 — 8 июня в Ереване (Армения) и с 20 — 21 сентября в Душанбе (Таджикистан), медали будут разыграны в соревнованиях по спортивному и боевому самбо среди мужчин и женщин.

## Ереван
Кубок мира по самбо на призы президента Национального олимпийского комитета Армении Гагика Царукяна. Проходил на арене «Газпром Армения». Общий призовой фонд турнира составил 196 000 долларов США.
```
 
Медалисты
```

### Боевое самбо. Мужчины
| Весовая категория | Золото                         | Серебро                               | Бронза                                                       |
| ----------------- | ------------------------------ | ------------------------------------- | ------------------------------------------------------------ |
| до 58 кг          | Гантумур Баяндуурен · Монголия | Айдогдуев Алухан · Туркменистан       | Алиев Мирас · Казахстан Алдешов Ассет · Казахстан            |
| до 64 кг          | Халимов Бехруз · Таджикистан   | Авазбердиев Санджарбек · Туркменистан | Бараканов Саиак · Кыргызстан Нерсесян Маис · Армения         |
| до 71 кг          | Зайнутдинов Ренас · Россия     | Таов Адам · Россия                    | Арсланов Иса · Туркменистан Мерджанян Мгер · Армения         |
| до 79 кг          | Абнарян Ованес · Россия        | Ивоняк Васил · Украина                | Замирбек Уулу Курманбек · Кыргызстан Тсиквадзе Лука · Грузия |
| до 88 кг          | Давыденко Петро · Украина      | Погосян Аветик · Армения              | Родин Николай · Россия Болотских Евгений · Россия            |
| до 98 кг          | Тадин Артём · Россия           | Аванесян Арман · Армения              | Наеимаеироухани Алиреза · Иран Макаров Евген · Украина       |
| свыше 98 кг       | Жиентаев Талгат · Казахстан    | Нуралиев Таласбек · Кыргызстан        | Хархачаев Гасан · Россия Хуршудян Норик · Армения            |

### Спортивное самбо. Мужчины
| Весовая категория | Золото                    | Серебро                            | Бронза                                                 |
| ----------------- | ------------------------- | ---------------------------------- | ------------------------------------------------------ |
| до 58 кг          | Саргсян Карен · Армения   | Байрамов Бабамурат · Туркменистан  | Чидрашвили Вахтанги · Грузия Купатадзе Иракли · Грузия |
| до 64 кг          | Рашидов Азам · Узбекистан | Бейсенбаев Жандос · Казахстан      | Довлетов Сапар · Туркменистан Пастернак Денис · Россия |
| до 71 кг          | Наш Расул · Россия        | Корнеев Андрей · Россия            | Мукбаниани Авто · Грузия Труш Роман · Украина          |
| до 79 кг          | Затылкин Илья · Россия    | Пахомов Иван · Россия              | Шатверян Борис · Армения Харков Иван · Болгария        |
| до 88 кг          | Аратюнян Гор · Армения    | Суханов Денис · Россия             | Дзаганишвили Бека · Грузия Курбанов Аслан · Россия     |
| до 98 кг          | Мерзляков Максим · Россия | Устопирион Комроншох · Таджикистан | Сидамонидзе Ника · Грузия Нозадзе Мишико · Грузия      |
| свыше 98 кг       | Брачев Антон · Россия     | Познахирко Глеб · Россия           | Моисеев Алексей · Грузия Жупиков Илья · Беларусь       |

### Боевое самбо. Женщины
| Весовая категория | Золото                        | Серебро                          | Бронза                                                          |
| ----------------- | ----------------------------- | -------------------------------- | --------------------------------------------------------------- |
| до 50 кг          | Тепышева Валерия · Россия     | Фирсова Ульяна · Россия          | Степанян Мариям · Армения Петросян Ирена · Армения              |
| до 54 кг          | Вера Лоткова · Россия         | Усон Кызы Акак · Кыргызстан      | Абдурахманова Зарина · Туркменистан Мнацаканян Арпине · Армения |
| до 59 кг          | Бизак Маржан · Узбекистан     | Айдогдуева Мадина · Монголия     | Лапаева Елизавета · Беларусь Скиба Ангелина · Россия            |
| до 65 кг          | Блок Нили · Израиль           | Истомина Софья · Россия          | Орунова Зуба · Туркменистан Тсертвадзе Борена · Грузия          |
| до 72 кг          | Арутюнова Валентина · Украина | Лысенко Ангелина · Украина       | Нишиман Шакед · Израиль Сундукова Анара · Казахстан             |
| до 80 кг          | Козырева Яна · Россия         | Павлова Злата · Россия           | Амаева Азман · Казахстан Яп Айслинн Агнес · Филиппины           |
| свыше 80 кг       | Гаспарян Анжела · Россия      | Агаджанова Сабина · Туркменистан | Хрущева Валерия · Беларусь Турунхаева Екатерина · Россия        |

### Спортивное самбо. Женщины
| Весовая категория | Золото                       | Серебро                       | Бронза                                                      |
| ----------------- | ---------------------------- | ----------------------------- | ----------------------------------------------------------- |
| до 50 кг          | Молчанова Юлия · Россия      | Барнева Маргарита · Россия    | Бажаева Маргарита · Казахстан Назарова Азиза · Туркменистан |
| до 54 кг          | Плиш Снижана · Украина       | Радулова Таня · Болгария      | Бланару Кристина · Румыния Хачикова Елизавета · Россия      |
| до 59 кг          | Алёхина Алёна · Россия       | Мацко Татьяна · Беларусь      | Шуянова Татьяна · Россия Бординских София · Украина         |
| до 65 кг          | Шевченко Анастасия · Украина | Ждан Даниэла · Беларусь       | Манушева Анна-Мария · Болгария Тулужны Диана · Украина      |
| до 72 кг          | Киреева Таисия · Россия      | Филиппович Анастасия · Россия | Граматнева Палина · Беларусь Одзелашвили Нино · Грузия      |
| до 80 кг          | Хомячкова Анастасия · Россия | Шут Карина · Беларусь         | Гоблек Леа Катерина · Хорватия Быкова Карина · Россия       |
| свыше 80 кг       | Кандрашева Мария · Беларусь  | Чоломбитько Альбина · Россия  | Кебадзе Елена · Грузия Су Судней · Филиппины                |

## Душанбе
Кубок мира по самбо запланирован пройти впервые в столице Таджикистана в Душанбе с 20 — 21 сентября.